# Saint-Vincent-les-Forts
Saint-Vincent-les-Forts è un ex comune francese di 285 abitanti situato nel dipartimento delle Alpi dell'Alta Provenza della regione della Provenza-Alpi-Costa Azzurra. Dal 1º gennaio 2017 si è fuso con il comune di La Bréole, nel nuovo comune di Ubaye-Serre-Ponçon.

## Geografia fisica
Il villaggio è situato a 1.300 m s.l.m. all'incorcio delle strade per Barcelonnette e per Embrun su un promontorio che sudomina il lago di Serre-Ponçon.
Altri punti di interesse sono Col Saint-Jean e Sommet de Dormillouse a 2.505 m.

## Società

### Evoluzione demografica
Abitanti censiti